# Gustav Wenk
Pour les articles homonymes, voir Wenk.
Gustav Wenk, né le 31 mars 1884 à Augst et mort le 13 mars 1956 à Riehen, est une personnalité politique suisse, membre du parti socialiste.
Il est conseiller d'État du canton de Bâle-Ville de 1925 à 1953, à la tête du département de l'intérieur, et conseiller aux États de 1935 à 1956.

## Biographie

### Origines et famille
Gustav Adolf Wenk naît le 31 mars 1884 à Augst, dans le canton de Bâle-Campagne. Il est originaire de Bâle et de Lampenberg, dans le même canton. Benjamin d'une famille de sept enfants, il est orphelin de son père, Eduard, paysan, qui meurt d'un accident quelques semaines avant la naissance de son dernier fils ; sa mère est née Margaretha Graf. Sa famille est méthodiste.
Il épouse Lisette Bieder, fille d'un aubergiste originaire de Zeglingen, en 1908,. Ils ont cinq enfants.

### Études et parcours professionnel
Il fait sa scolarité à Augst, puis à Bâle, où il est l'élève de son frère aîné. Il étudie ensuite au gymnase et à la Oberrealschule (de), où il a notamment son futur collègue au gouvernement bâlois Fritz Hauser (de) comme camarade de classe. Après avoir obtenu sa maturité gymnasiale en 1902, il s'inscrit à l'école normale, dont il sort instituteur diplômé en 1904.
Il exerce la profession d'instituteur tout en poursuivant des études à l'Université de Bâle. Il y obtient en 1908 le diplôme de maître secondaire.

### Parcours politique
Membre du Grand Conseil du canton de Bâle-Ville de 1914 à 1925, il est condamné à la prison à cause du rôle qu'il joue dans la grève générale de 1918.
Il est conseiller d'État de 1925 à 1953, à la tête du département de l'intérieur. Il joue à ce titre un rôle déterminant dans la construction de l'État social bâlois grâce à la création d'une AVS cantonale et l'adoption d'une loi cantonale sur les vacances (la première de Suisse). Spécialiste des transports, il encourage la navigation sur le Rhin, la flotte de haute mer et le trafic aérien, avec la construction de l'aéroport de Bâle-Mulhouse.
Il représente son canton au Conseil des États de décembre 1935 à mars 1956. Il préside l'hémicycle en 1948-1949. Il joue un grand rôle dans la création de l'AVS.

#### Autres fonctions
Il est président de la Fédération suisse des cheminots, de la Société suisse des routes d'automobiles et, de 1946 à 1956, du conseil d'administration de la Foire d'échantillons de Bâle. Il est par ailleurs membre du conseil d'administration de Swissair de 1946 à 1953.
Il est également président de la commission fédérale de planification du réseau des routes principales, où il s'investit pour la construction du réseau autoroutier.

### Distinction

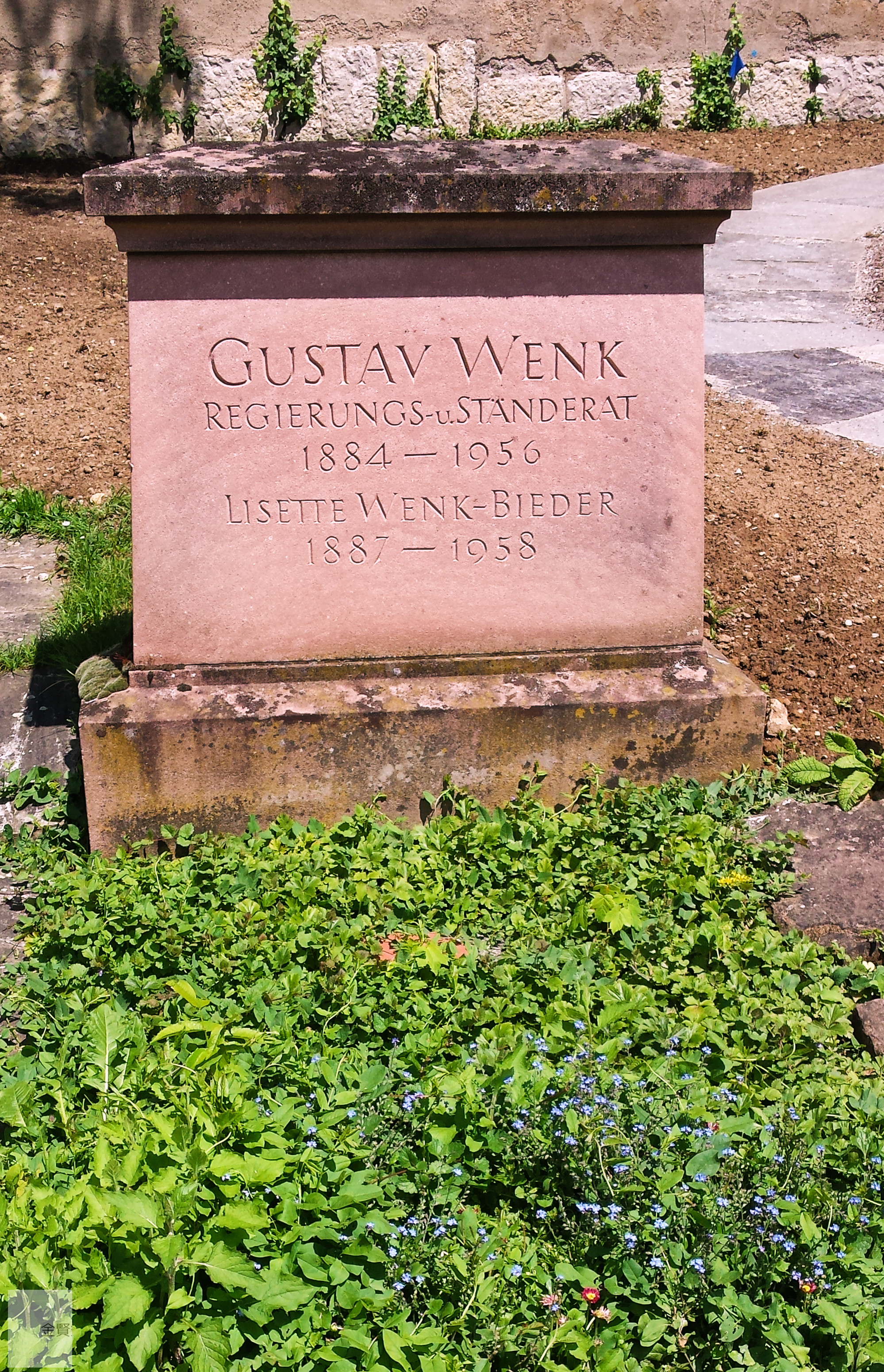
Sépulture de Gustav Wenk et de son épouse à Bettingen.

Il obtient un doctorat honoris causa de l'Université de Bâle en 1949.

### Mort et sépulture
Il tombe malade en décembre 1955 et meurt le 13 mars 1956 à Riehen, dans le canton de Bâle-Ville.
Il est enterré à Bettingen, dans le canton de Bâle-Ville, où il possédait un vignoble.